# Lycosa pintoi
Lycosa pintoi är en spindelart som beskrevs av Cândido Firmino de Mello-Leitão 1931. Lycosa pintoi ingår i släktet Lycosa och familjen vargspindlar. Inga underarter finns listade i Catalogue of Life.